# 1557

## أحداث
- تأسيس مدينة تروخيو (فنزويلا) [الإنجليزية] وتقع حاليا في فنزويلا.
- 12 أبريل: تأسيس مدينة كوينكا وتقع حاليا في الإكوادور.
- نهاية النزاعات العثمانية البرتغالية في 1557 والتي بدأت في 1538.
- نهاية الحرب الروسية السويدية في 1557 والتي بدأت في 1554.

### أغسطس
- 10 أغسطس -هزيمة الفرنسيين أمام تحالف الأسبان والإنجليز في معركة سان سكونتان.

## مواليد
- محمد رضا شكيبي الأصفهاني

## وفيات
- جاك كارتييه